# Lontano da tutto (album)
Lontano da tutto è il primo album in studio della cantautrice italiana Serena Abrami, pubblicato nel 2011.

## Tracce
1. Scende la pioggia (da un'ora) (feat. Max Gazzè)
2. Lontano da tutto
3. Tutto da rifare
4. Nei miei ricordi
5. L'opposto di me
6. Alle mie spalle
7. Amianto
8. Piano